# Nagao (Klan)

Wappen der Nagao: Dreifaches Tomoe, linksdrehend.

Die Nagao (japanisch 長尾氏, Nagao-shi) waren eine Familie des japanischen Schwertadels (Buke) in der Provinz Echigo, die sich von den Taira ableitete. 

## Genealogie (Auswahl)
Die Nagao waren über mehrere Jahrhunderte Vasallen der Uesugi bis Terutora, adoptiert von Uesugi Norimasa (上杉 憲政; 1522–1579), das Oberhaupt der Uesugi wurde.
- Kageharu (景春), Vasall des Uesugi Akisada (上杉 顕定; 1454–1510), erhob sich gegen diesen. Man schloss 1478 Frieden mit dem Ergebnis, dass Kageharu sein Haar schor und sich nun Igen nannte. Der Streit flammte nach Akisadas Tod wieder auf.
- Tamekage (為景), ein Vasall (家来; Kerai) von Uesugi Fusayoshi (上杉 房能; 1474–1507), wagte es, diesen wegen schlechter Amtsführung anzusprechen. Daraufhin beschloss Fusayoshi, ihn loszuwerden und griff ihn im Jahr 1500 bei Nishihama in der Provinz Etchū an. Er wurde geschlagen und dabei getötet. Nun erhoben sich viele Uesugi-Vasallen gegen die Uesugi. Im nächsten Jahr wurde Tamekage wieder angegriffen, diesmal von Akisada, der ebenfalls verlor und starb. Usami Sadayuki (宇佐美 定行; 1489–1564) setzte den Krieg fort, um Akisada zu rächen. Es dauerte bis 1538, dass Frieden geschlossen wurde. Tamekage wurde kurz danach getötet, als er die bewaffneten Mönche der Ikkō-Richtung des Buddhismus in der Provinz Kaga bekämpfte.
- Terutora (輝虎), Sohn des Tamekage, wurde berühmt als Uesugi Kenshin.

Die Nagao existierten weiter, erhielten nach 1600 zunächst ein Einkommen von 200 Koku, später von 400 Koku.